# Мишић затезач бубне опне
Мишић затезач бубне опне (лат. musculus tensor tympani) је мали парни мишић главе, који се налази у средњем уху. Припаја се на истоименом коштаном полуканалу и хрскавици тзв. слушне трубе, а одатле се простире уназад и у виду танке тетиве се причвршћује на врату слушне кошчице чекић.
Инервисан је од стране завршних гранчица доњовиличног живца. Основна улога му је повлачење чекића ка унутра и затезање бубне опне. Слично мишићу узенгије, он својим дејством регулише пренос звука до унутрашњег уха и штити га од прејаких надражаја.